# 圣母七苦圣殿 (瓦哈卡)
圣母七苦圣殿 (西班牙語：Basílica de Nuestra Señora de la Soledad)是一座罗马天主教宗座圣殿，位于墨西哥瓦哈卡州瓦哈卡市。它建于1682-1690年，供奉瓦哈卡的主保圣人七苦圣母。该堂为巴洛克建筑风格，为防御地震，钟楼建得较低。该堂作为瓦哈卡市历史中心的一部分，于1987年列为世界遗产。

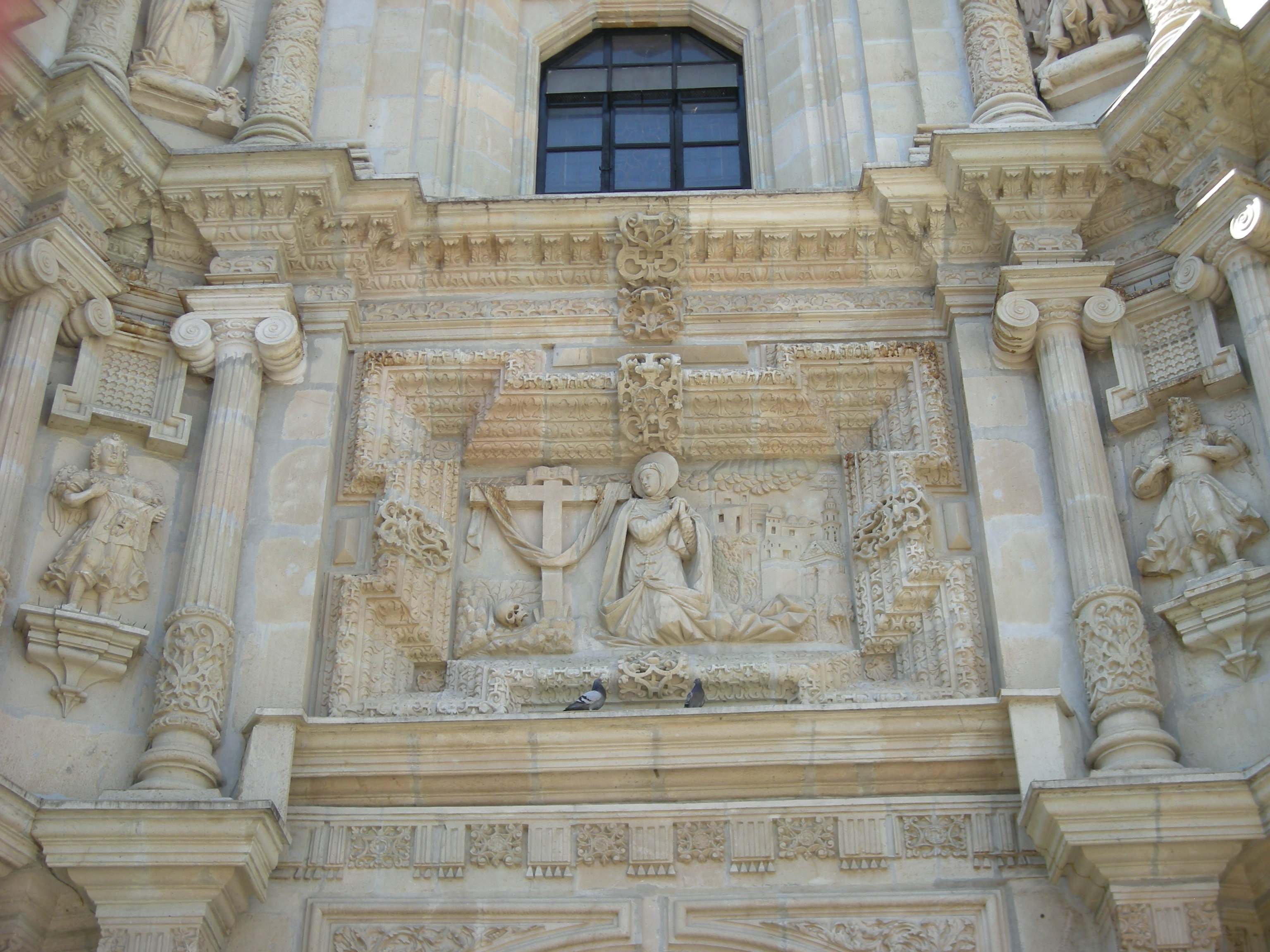